# Бугры (Пензенская область)
Бугры́ — деревня Вишнёвского сельсовета Тамалинского района Пензенской области. На 1 января 2004 года — 34 хозяйства, 91 житель.

## География
Деревня расположена на правом берегу реки Миткирей, притоке реки Хопёр, в 9 км к северо-востоку от районного центра пгт. Тамала, расстояние до административного центра сельсовета села Вишнёвое — 7 км.

## История
По исследованиям историка — краеведа Полубоярова М. С., деревня основана во второй половине XVIII века, в конце 1790-х годов принадлежала капитану Александру Семёновичу Норову, деду декабриста В.С. Норова, и его жене Авдотье Сергеевне, перед отменой крепостного права — помещику М. Е. Козловскому. Входила в состав Дуровской, затем — Рящинской волостей Сердобского уезда Саратовской губернии. В 1877 году в деревне находилось волостное правление Рящинской волости, в 1939 году входила в Рящинский сельсовет Пензенской области, затем — в Вишнёвский сельский совет.

## Численность населения
| год                | 1795      | 1859 | 1877 | 1911 | 1939 | 1959 | 1979 | 1989 | 1996 | 2004 |
| ------------------ | --------- | ---- | ---- | ---- | ---- | ---- | ---- | ---- | ---- | ---- |
| количество жителей | около 364 | 312  | 407  | 667  | 232  | 169  | 116  | 137  | 151  | 91   |

## Улицы
- Полевая.